# Пловдив (община)
Пловдив (болг. Община Пловдив) — община в Болгарии. Входит в состав Пловдивской области. Население составляет 376 501 человек. На территории общины один населённый пункт — город Пловдив.
Кмет общины Пловдив — Костадин Димитров (с 8 ноября 2023 года).

## Состав общины
Община Пловдив наряду c ещё двумя общинами Болгарии (Варна и Столична) не имеет деления на кметства, а разделена на городские районы. В составе общины 6 районов:
1. Центральный район[болг.], кмет — Георгий Стаменов;
2. Восточный район[болг.], кмет — Иван Стоянов;
3. Западный район[болг.], кмет — Димитр Колев;
4. Северный район[болг.], кмет — Стоян Алексиев;
5. Южный район[болг.], кмет — Костадин Язов;
6. Фракия[болг.], кмет — Костадин Димитров.